# 10245 Inselsberg
10245 Inselsberg è un asteroide della fascia principale. Scoperto nel 1960, presenta un'orbita caratterizzata da un semiasse maggiore pari a 2,7798995 UA e da un'eccentricità di 0,0938485, inclinata di 8,91482° rispetto all'eclittica.
L'asteroide è dedicato al Großer Inselsberg, montagna della Selva di Turingia, in Germania.